# Барикада (медия)
„Барикада“ е български онлайн портал за новини и анализи. Публикува авторски и преводни информационни и аналитични материали за политика, икономика, екология, социална справедливост и други.

## Редакционна колегия
Редакционната колегия на портала включва:
- Къдринка Къдринова – български писател и журналист, председател на Сдружението на испаноговорещите журналисти в България и член на Съюза на българските журналисти, и на Съюза на българските писатели.
- Боян Станиславски – публицист, преводач и издател. Роден в София, постоянно живущ в Полша.
- Владимир Митев – журналист, работил в списание „Тема“. Основател на двуезичния румънско-български блог „Мостът на приятелството“.
- Филип Буров – журналист, специализиращ в сферите на международните отношения, конфликти, макроикономика и финанси.
- Ивайло Атанасов – следва философия в СУ. Публикува политически анализи в периодичния печат.
- Николай Драганов – бакалавър по социология и магистър по маркетинг от УНСС в София.

## Финансиране
Според издателите му през първите три години от съществуването си, сайтът се издържа основно с финансовата подкрепа на полския портал Strajk.eu. Приходите от реклами са незначителни. Към август 2019 сайтът се поддържа предимно от доброволния труд на авторите си.

## Участие в граждански инициативи
През октомври 2017 г. авторският колектив на медията се включва активно в гражданската инициатива „Да спрем машината за неравенство“ – общонационална подписка за промяна на данъчната система. „Барикада“ е основен медиен партньор на инициативата, която завърша с внасянето на над 30 000 подписа в Народното събрание. По внесената подписка заседава парламентарната Комисията за взаимодействие с неправителствените организации и жалбите на граждани, която излиза с решение, че „приветства гражданската активност по теми, които засягат всички български граждани и подкрепя инициирането на широк парламентарен, политически и обществен дебат за цялостната данъчната система в България“.
През следващата година екипът на медията участва и в издаването на брошурата „За кого са ниски ниските данъци“, която е представена на турне в Бургас, Стара Загора и София.
През пролетта на 2019 г. инициативата „Да спрем машината за неравенство“ е продължена с национално турне в шест български града под надслов „Да спрем прехода към дъното“, като отново „Барикада“ е основен медиен партньор, а автори в изданието са сред говорителите в почти всички посетени градове.
През 2020 г. „Барикада“ е медиен партньор и на обиколки в страната, посветени на книгата „Пътеводител за защита на работното място“ с автор синдикалистката Ваня Григорова.

## Значимост
В-к „Капитал“ определя „Барикада“ като „трибуна на непредставените“ с идеи „по-леви и либерални от българската левица“.
Порталът е награден с годишната награда на Съюза на българските журналисти за електронен сайт (2018/2019).
През юни 2020 г. след разследване на „Барикада“ е освободен от длъжност главния юрисконсулт на Изпълнителна агенция „Главна инспекция по труда“.